# Kake
Kake és una població dels Estats Units a l'estat d'Alaska. Segons el cens del 2000 tenia 710 habitants.

## Demografia
Segons el cens del 2000, Kake tenia 710 habitants, 246 habitatges, i 171 famílies La densitat de població era de 33,6 habitants/km².
Dels 246 habitatges en un 41,1% hi vivien nens de menys de 18 anys, en un 52% hi vivien parelles casades, en un 13,4% dones solteres, i en un 30,1% no eren unitats familiars. En el 24,8% dels habitatges hi vivien persones soles el 6,9% de les quals corresponia a persones de 65 anys o més que vivien soles. El nombre mitjà de persones vivint en cada habitatge era de 2,88 i el nombre mitjà de persones que vivien en cada família era de 3,49.
Per edats la població es repartia de la següent manera: un 33,8% tenia menys de 18 anys, un 6,8% entre 18 i 24, un 29,7% entre 25 i 44, un 22,7% de 45 a 60 i un 7% 65 anys o més.
L'edat mediana era de 32 anys. Per cada 100 dones hi havia 113,2 homes. Per cada 100 dones de 18 o més anys hi havia 112,7 homes.
La renda mediana per habitatge era de 39.643 $ i la renda mediana per família de 42.857 $. Els homes tenien una renda mediana de 44.167 $ mentre que les dones 20.625 $. La renda per capita de la població era de 17.411 $. Aproximadament el 13,2% de les famílies i el 14,6% de la població estaven per davall del llindar de pobresa.

## Poblacions més properes
El següent diagrama mostra les poblacions més properes.